# Jóbson
Jóbson Leandro Pereira de Oliveira (* 15. Februar 1988 in Conceição do Araguaia, Pará) ist ein brasilianischer Fußballspieler. Der Stürmer spielt seit Anfang 2022 bei SC Lagoa Seca.

## Karriere
Er begann seine Karriere beim Brasiliense FC. 2009 spielte er für Jeju United in der südkoreanischen K-League. Danach kehrte er nach Brasilien zurück und stand in Botafogo unter Vertrag. Ende des Jahres wurden anhand zweier Dopingtests bei ihm Kokain-Metabolite nachgewiesen. Er wurde für zwei Jahre gesperrt, später wurde die Sperre auf sechs Monate reduziert.
2011 spielte er für Atlético Mineiro und EC Bahia, 2012 für Botafogo und Grêmio Barueri. In der Saison 2013/14 spielte er beim saudi-arabischen Klub Ittihad FC und kehrte dann wieder nach Botafogo zurück. Von 2015 bis 2018 war er drei Jahre ohne Verein, ehe er sich im Jahr 2018 seinem Heimatverein Brasiliense anschloss. Seit Anfang 2020 spielte er für AA Portuguesa (RJ). Noch im selben Jahr trat Jóbson für den Independente AC und Campinense Clube an. 2021 lief er zunächst für die SE União Cacoalense in der Staatsmeisterschaft von Roraima auf und anschließend mit dem SC Capixaba im Staatspokal von Espírito Santo (10 Spiele, sieben Tore).
Zum Saisonbeginn 2022 ging Jóbson zum SC Lagoa Seca.

## Erfolge
Brasiliense
- Distriktmeisterschaft von Brasília: 2007, 2008

Botafogo
- Taça Guanabara: 2015